# La Bandera Federal
La Bandera Federal va ser un periòdic fundat a València en 1889 per Vicent Blasco Ibáñez, Miquel Senent i Remigio Herrero com a soci capitalista. La ideologia del setmanari era republicana i federal.
Originàriament es va publicar en un format de doble foli a quatre pàgines i costava 5 cèntims. En els primers anys va tindre una tirada d'entre 10.000 i 6.000 exemplars.
En 1934 la capçalera tornà a nàixer com a òrgan del partit Esquerra Valenciana, fundat pels sectors més valencianistes i esquerrans del PURA, descontents per l'actuació del partit durant el bienni negre.